# Französische Streitkräfte
Die französischen Streitkräfte (französisch Forces armées françaises, auch Armée française) sind das Militär der Französischen Republik. Sie gelten als eine der schlagkräftigsten Streitkräfte der Welt (Rang 11). Frankreich ist seit dem EU-Austritt des Vereinigten Königreichs (BREXIT) die einzige Atommacht in der Europäischen Union. Der französische Staatspräsident ist Oberbefehlshaber der Streitkräfte („chef des armées“) und ist der einzige, der einen nuklearen Angriff befehlen kann.
Staatspräsident Charles de Gaulle (1890–1970) zog Frankreich 1966 aus der militärischen Struktur der NATO zurück. Seit Juni 2009 ist Frankreich erneut Vollmitglied der NATO. Der französische Verteidigungsetat betrug im Jahr 2021 insgesamt 49,7 Mrd. Euro und war damit der fünfthöchste der Welt. Frankreich investierte 1,9 % seines BIP.
Zu den französischen Streitkräften zählen:
- Die Armée de terre (ein Heer mit fast 115.000 Soldaten).
- Die Luftstreitkräfte (Armée de l’air & de l’espace) mit den in Frankreich entwickelten Kampfflugzeugen Dassault Mirage und Dassault Rafale. Zu dieser gehört das 2020 gegründete Weltraumkommando, das die Installation und Betreuung eigener Satelliten im All zum Ziel hat.
- Die Marine Nationale (sie ist die größte Marine Westeuropas noch vor der britischen Royal Navy. Sie hat unter anderem einen nuklear betriebenen Flugzeugträger und eine nuklear betriebene U-Boot-Flotte).

Die Gesamtstärke der französischen Streitkräfte betrug 2018 insgesamt 270.746 (206.317 aktive Soldaten und 67.700 zivile Mitarbeiter). Des Weiteren gibt es 63.700 Reservisten. Außerdem zählen zu den Streitkräften auch noch 102.269 Angehörige der Gendarmerie Nationale, 8550 Pompiers de Paris (Berufsfeuerwehr von Paris, gehört zur Pioniertruppe) und 2423 Marines-Pompiers de Marseille (Berufsfeuerwehr von Marseille, gehört zur Marine Nationale).
Die französischen Streitkräfte unterstehen dem französischen Verteidigungsministerium.
Sébastien Lecornu ist (Stand März 2025) Verteidigungsminister im Kabinett Bayrou.

## Auftrag
Der Auftrag der französischen Streitkräfte wird vom Code de la défense definiert. Die französischen Streitkräfte schützen die französische Bevölkerung, das französische Territorium und die französischen Interessen vor bewaffneten Übergriffen und anderen Bedrohungen, die die nationale Sicherheit Frankreichs in Frage stellen könnten, im Rahmen der Institutionen der Fünften Republik und der von der Regierung festgelegten Verteidigungs- und Sicherheitspolitik. Neben ihren Hauptaufgaben der Verteidigung übernehmen die Streitkräfte auch zahlreiche öffentliche Aufgaben. Die französischen Streitkräfte sind in internationale Abkommen und Bündnisse eingebunden, wie etwa die Gemeinsame Sicherheits- und Verteidigungspolitik der EU und die NATO.

« La défense a pour objet d’assurer en tout temps, en toutes circonstances et contre toutes les formes d’agression, la sécurité et l’intégrité du territoire, ainsi que la vie de la population. Elle pourvoit de même au respect des alliances, traités et accords internationaux. »

„Die [nationale] Verteidigung hat das Ziel, jederzeit, unter allen Umständen und gegen jede Art der Aggression die Sicherheit und die Integrität des Territoriums sowie das Leben der Bevölkerung zu sichern. Sie gewährleistet ebenso den Respekt vor internationalen Bündnissen, Verträgen und Übereinkommen.“

### Verfassungsmäßige Vorgabe
Die Verfassung der Fünften Republik legt die Grundsätze der Gewaltenteilung im Bereich der Landesverteidigung fest. Gemäß der Verfassung der Fünften Republik ist der Staatspräsident der Oberbefehlshaber der Armeen. Er ist Vorsitzender des Rates für Verteidigung und nationale Sicherheit. Er ist verantwortlich für die nationale Unabhängigkeit, territoriale Integrität und Einhaltung von Verträgen. Er entscheidet über den Einsatz der Streitkräfte und ist für den Einsatz der Nuklearstreitkräfte verantwortlich. Laut den Artikeln 20 und 21 der Verfassung werden die Streitkräfte ausschließlich von der Regierung geleitet: „Die Regierung bestimmt und leitet die Politik der Nation. Sie verfügt über die Verwaltung und die Streitkräfte.“ (Art. 20). Ebenfalls ist der Premierminister für die nationale Sicherheit zuständig: „Der Premierminister leitet die Amtsgeschäfte der Regierung. Er ist für die nationale Verteidigung verantwortlich. Er gewährleistet die Ausführung der Gesetze. Vorbehaltlich der Bestimmungen in Artikel 13 übt er das Verordnungsrecht aus und nimmt die Ernennung zu den zivilen und militärischen Ämtern vor. Er kann einige seiner Befugnisse den Ministern übertragen. Gegebenenfalls führt er stellvertretend für den Präsidenten der Republik den Vorsitz in den in Artikel 15 genannten Räten und Komitees. Ausnahmsweise kann er stellvertretend für ihn eine Ministerratssitzung leiten, soweit hierzu ein ausdrücklicher Auftrag und eine bestimmte Tagesordnung vorliegen.“ (Art. 21). Der Premierminister ist für staatliche Maßnahmen im gesamten Bereich der Verteidigung und der nationalen Sicherheit zuständig. Er stützt sich auf das Generalsekretariat für Verteidigung und nationale Sicherheit (SGDSN), welches für die Erarbeitung und Einhaltung der Maßnahmen der nationale Sicherheitsstrategie verantwortlich ist. Das Verteidigungsministerium ist verantwortlich für die Umsetzung der Verteidigungspolitik. Es im Besonderen zuständig für militärische Infrastruktur sowie für die Organisation, das Management, die Schaffung von Arbeitsplätzen und die Mobilisierung der Streitkräfte. Das Parlament ist an der Festlegung der nationalen Sicherheitsstrategie beteiligt. Die Regierung muss das Parlament spätestens drei Tage nach dem Beginn eines Auslandseinsatzes der Streitkräfte unterrichten und die Ziele darlegen, eine Abstimmung ist jedoch nicht zwingend notwendig. Dauert ein Einsatz aber länger als vier Monate muss die Regierung die Zustimmung des Parlaments über die Verlängerung des Einsatzes einholen, wie in Artikel 35 geregelt.

### Rechts- und Verwaltungsvorgaben
Der Code de la Defense fasst die Vorgaben über die allgemeine Organisation, die Missionen, das Militärpersonal und die Funktionsweise der Verteidigung zusammen. Es besteht aus einem legislativen und einem regulatorischen Teil, die jeweils in fünf Teile unterteilt sind, die sich mit den allgemeinen Grundsätzen der Verteidigung, den rechtlichen Verteidigungsregelungen, der Organisation des Ministeriums, dem Militärpersonal sowie den administrativen und finanziellen Mitteln befassen. Der Verteidigungsminister hat die Autorität über die verteidigungspolitischen Organisationen und Institutionen. Unterstützt bei der Wahrnehmung seiner Aufgaben wird der Verteidigungsminister vom Generalstabschef der Streitkräfte (CEMA), zuständig für die allgemeine Organisation der Streitkräfte, dem Generaldelegierten für Rüstung (DGA), zuständig für die Ausrüstung der Streitkräfte und vom Generalsekretär für Verwaltung (SGA) in allen Bereichen der allgemeinen Verwaltung des Ministeriums. Seit dem 3. August 2009 ist die Gendarmerie nationale sowohl dem Verteidigungsministerium als auch dem Innenministerium unterstellt. Die Gendarmerie nationale hat aber ihren militärischen Status behalten und führt weiterhin einige Spezialausbildungen wie etwa bei der Maritimen- und Luftgendarmerie durch.

### Gesetze zur Planung des Militärs (LPM)
Seit 1960 werden im Abstand von fünf Jahren Gesetze zur Planung des Militärs (LPM) verabschiedet, welche die Ziele der Verteidigungspolitik und den Verteidigungshaushalt festlegt. Die Gesetze wurden in der Fünften Republik eingeführt und ermöglichen es, Vorhaben und Mittel der Streitkräfte mittelfristig zu planen. In der Amtszeit von Nicolas Sarkozy folgte das LPM von 2009-2014 auf das Weißbuch von 2008. Ebenfalls veröffentlichte Francois Hollande im April 2013 ein neues Weißbuch, welches als Rahmen für die Ausarbeitung des inzwischen zwölften LPM 2014-2019 bildet. Im Sommer 2015 musste das Gesetz jedoch aufgrund der Verschlechterung im Internationalen Spannungsfeld angepasst werden. Die Anschläge vom 13. November 2015 führten dazu, dass der Personalabbau der Streitkräfte gestoppt und auf einer Tagung des Verteidigungsrates im April 2016 weitere Finanzierungsmaßnahmen beschlossen wurden. Im Februar 2018 wurde das LPM 2019-2025 veröffentlicht, dass einen Verteidigungshaushalt von 295 Milliarden Euro festsetzt. 2023 möchte Emmanuel Macron die Verteidigungsausgaben im LPM 2024-2030 auf insgesamt 400 Milliarden Euro erhöhen.

## Teilstreitkräfte

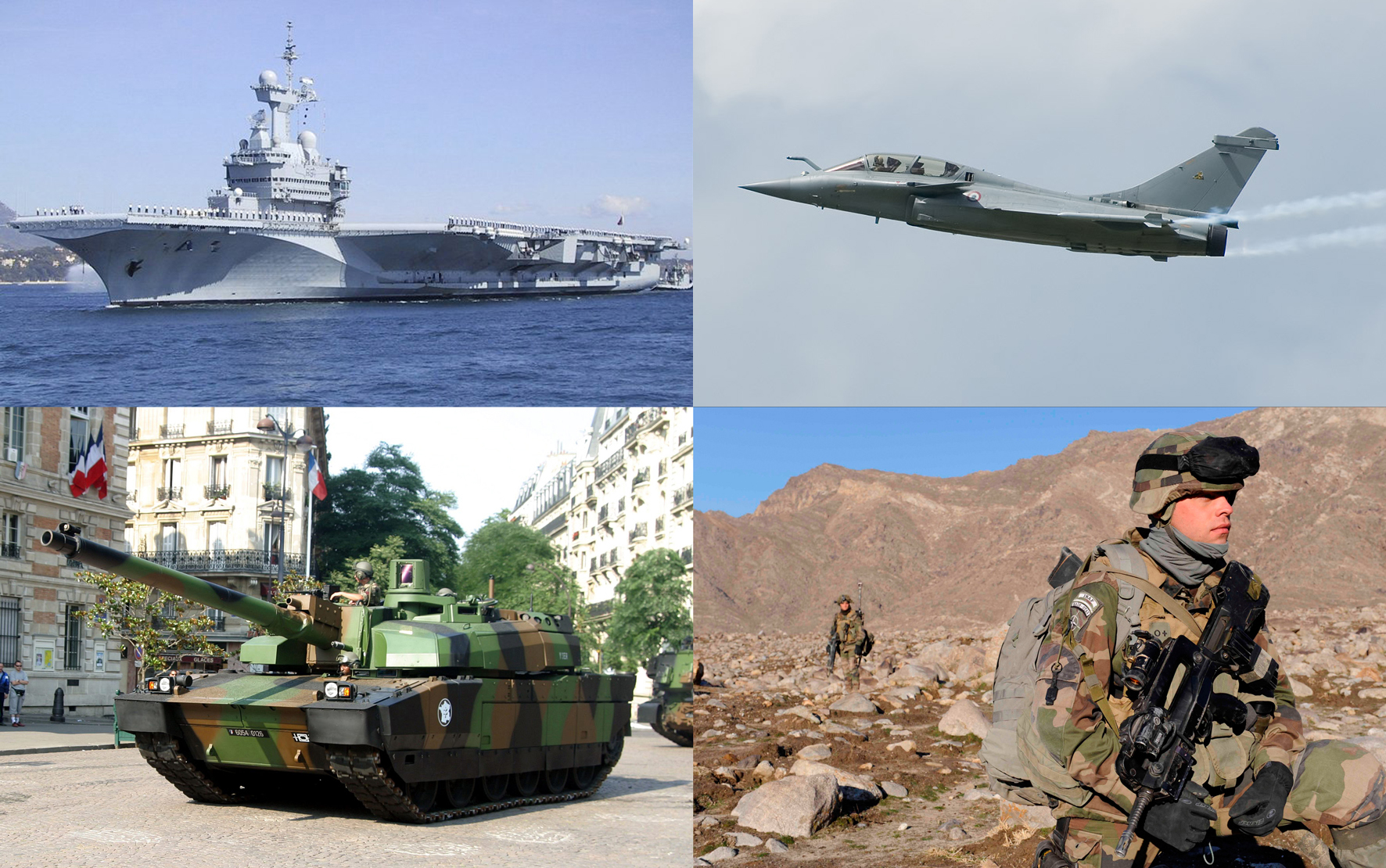
Beispiele des französischen Militärs. Oben links: Flugzeugträger Charles de Gaulle, oben rechts: Kampfflugzeug Rafale, unten rechts: Chasseurs alpins (Gebirgsjäger), unten links: Kampfpanzer Leclerc

Das französische Militär gliedert sich in vier Teilstreitkräfte. Außer den üblichen Teilstreitkräften Heer, Marine und Luftstreitkraft gibt es im Rahmen des französischen Zentralismus eine nationale Polizei, die Gendarmerie nationale. Darüber hinaus erachtet Frankreich seine nukleare Abschreckung als so wichtig, dass auch diese in einer eigenen Atomstreitkraft zum Tragen kommt, die aus Elementen der Marine und Luftstreitkräfte besteht. Das französische Nukleararsenal ist das viertgrößte der Welt hinter dem der USA, Russlands und Chinas.
2010 betrug der Frauenanteil in den Streitkräften 15,5 %.

### Heer

Französisches Heer

Die Armée de Terre ist mit 114.500 Soldaten (Stand: 2020) die größte der vier Teilstreitkräfte. Im Jahr 2016 wurde das französische Heer grundlegend umstrukturiert. Dabei ist man wieder auf die Division als größten Truppenkörper zurückgekehrt, nachdem man lange Jahre darauf verzichtet und währenddessen der Brigade als größtem Verband den Vorzug gegeben hatte. Mit der Neuorganisation der Landstreitkräfte entstand eine schnelle Eingreiftruppe der verbundenen Waffen (force d’intervention rapide interarme) – als « Scorpion » bezeichnet, bestehend aus zwei Divisionen mit sechs Kampfbrigaden (inkl. der Fremdenlegion), der Deutsch-Französischen Brigade, sowie eine Reihe von Einheiten in den französischen Überseegebieten. Ergänzt werden diese Divisionen durch mehrere Spezialkommandos u. a. für die Bereiche Systeminformation und Fernmeldewesen, Aufklärung, Logistik und Instandsetzung sowie die Heeresflieger und das Spezialkommando.

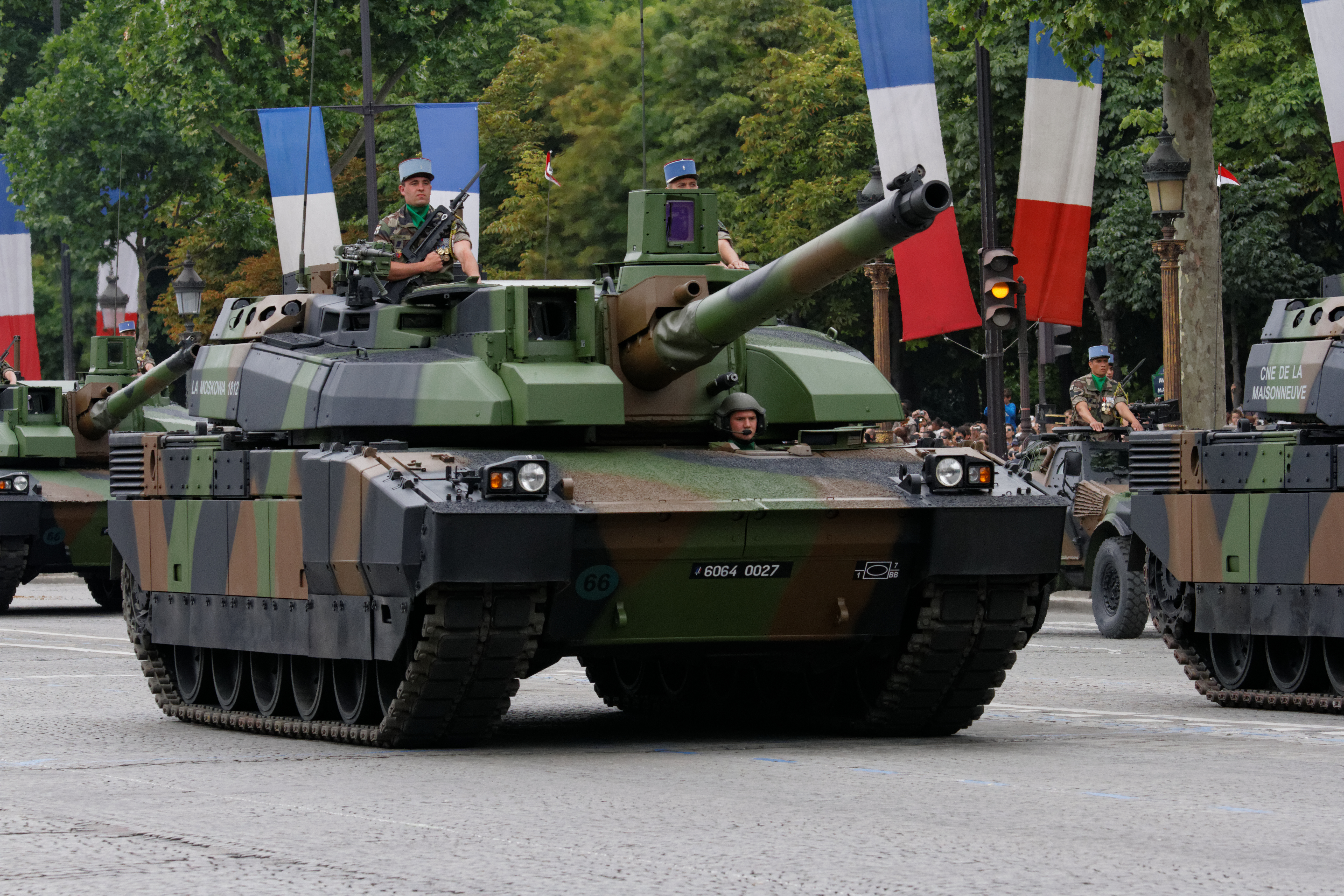
Der Leclerc-Kampfpanzer des französischen Heeres

Das französische Heer verfügt (Stand: 2020) über 222 Kampfpanzer (Leclerc), ca. 5900 geschützte Radpanzer und -fahrzeuge, 134 Artilleriegeschütze und Mehrfachraketenwerfer, sowie 333 Kampf- und Transporthubschrauber.

### Luftstreitkräfte

Französische Luftstreitkräfte

Die Armée de l’air et de l’espace bis September 2020 Armée de l’air genannt ist die zweitgrößte Teilstreitkraft. Sie ist in vier große Kommandos (Luftverteidigung- und Lufteinsatzkommando, Kommando der Strategischen Luftstreitkräfte, Luftstreitkräftenkommando sowie das teilstreitkraftübergreifende Weltraumkommando) unterteilt. Die Armée de l’air betreibt ca. 200 Kampfflugzeuge (Dassault Rafale und Dassault Mirage 2000), ca. 130 Transport- und Passagierflugzeuge (u. a. Airbus A330, Airbus A400M, Lockheed C-130 und Transall), ca. 160 Schulflugzeuge (unter anderem Alpha Jet), ca. 80 Hubschrauber sowie eine kleinere Anzahl von Spezialflugzeugen und Drohnen.

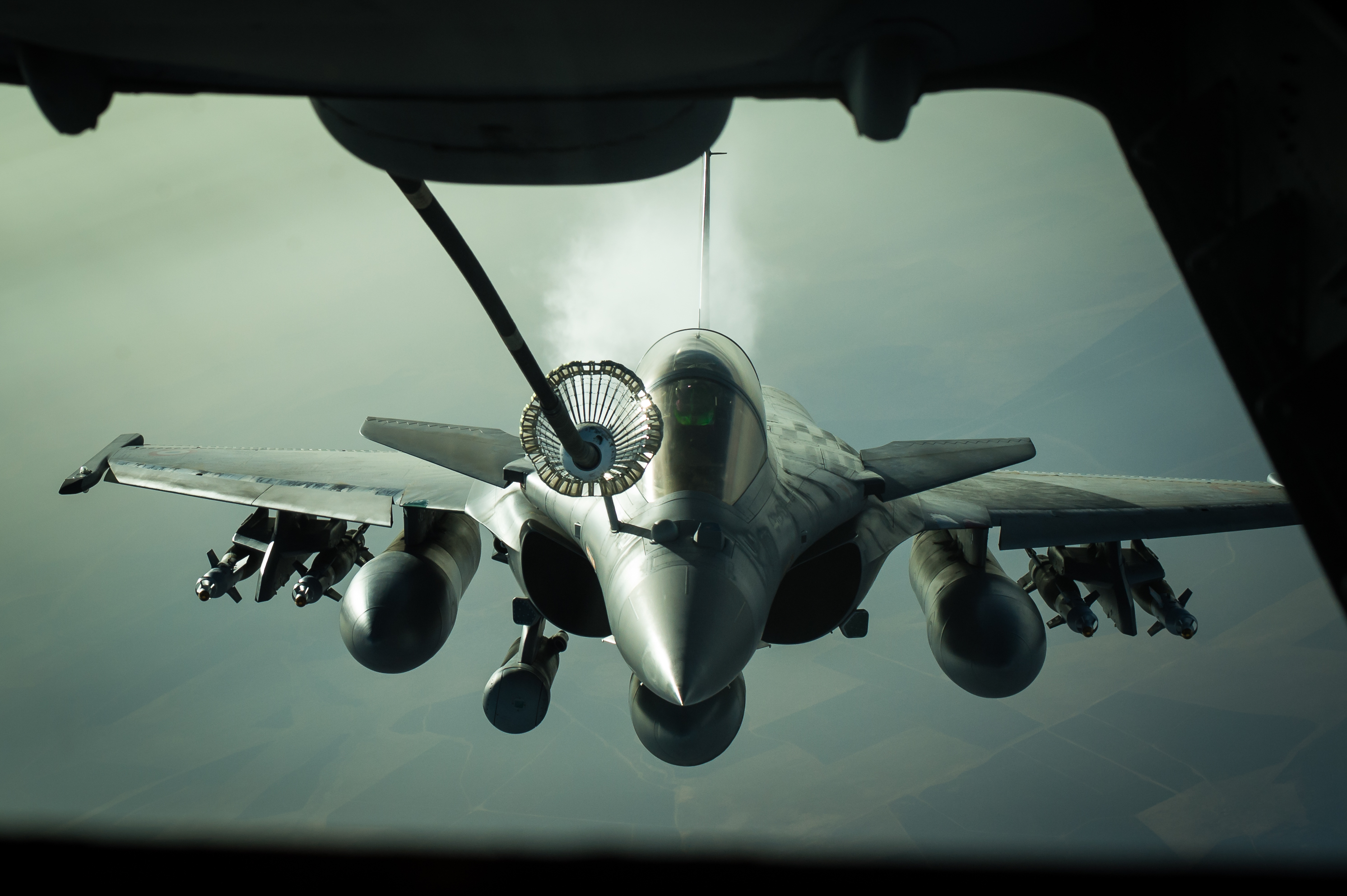
Die Rafale der französischen Luftwaffe

#### Weltraumstreitkräfte
Seit 2010 gab es das Commandement interarmées de l’espace (CIE), das zum 3. September 2019 zum Commandement de l’espace (CDE) umstrukturiert wurde, indem man das Centre militaire d’observation par satellites (CMOS) und das Centre opérationnel de surveillance militaire des objets spatiaux (COSMOS) integrierte. Man bezieht Unterstützung aus allen Teilstreitkräften, ist aber dem Luftwaffenchef unterstellt. Das Budget beträgt 430 Millionen Euro (2021). Bis 2025 ist der Ausbau auf 500 Mann geplant. Der Standort ist in Toulouse, wo die französische Weltraumforschung des Centre National d’Études Spatiales (CNES) und entsprechende Luftfahrt- und Rüstungsbetriebe wie Airbus und Thales präsent sind. Bereits im Frühjahr führte man mit verbündeten Einheiten aus Deutschland, Italien und den USA ein gemeinsames Manöver durch, genannt AsterX.
Bewaffnung mit Laserkanonen, Mikrowellengeschützen bzw. Weltraumdrohnen ist geplant. Frankreich hat den Weltraumvertrag ratifiziert.

### Marine

Marine nationale

Die Marine nationale ist in fünf Organisationsbereiche aufgeteilt. Die Marineüberwasserstreitkräfte (Force d’Action Navale), die U-Bootflotte (Forces Sous-marines), Marineflieger (Aéronautique navale), die Marineinfanterie (Fusiliers marins) sowie die Küstenwache (Gendarmerie maritime). Sie verfügt u. a. (Stand 2020) über 21 Zerstörer und Fregatten, 3 Hubschrauberträger vom Typ Mistral und 175 Flugzeuge und Hubschrauber, davon 43 Dassault Rafale. Flaggschiff der Marine nationale ist der Flugzeugträger Charles de Gaulle. Neben Russland ist Frankreich als einziges europäisches Land mit einem CTOL-Flugzeugträger mit Fangseilen und Startkatapulten ausgestattet, ähnlich den US-amerikanischen Trägern. Bestandteil der Marine sind auch sechs atomgetriebe Jagd-U-Boote (SNA) und vier Atom-U-Boote (SNLE) mit Interkontinentalraketen.

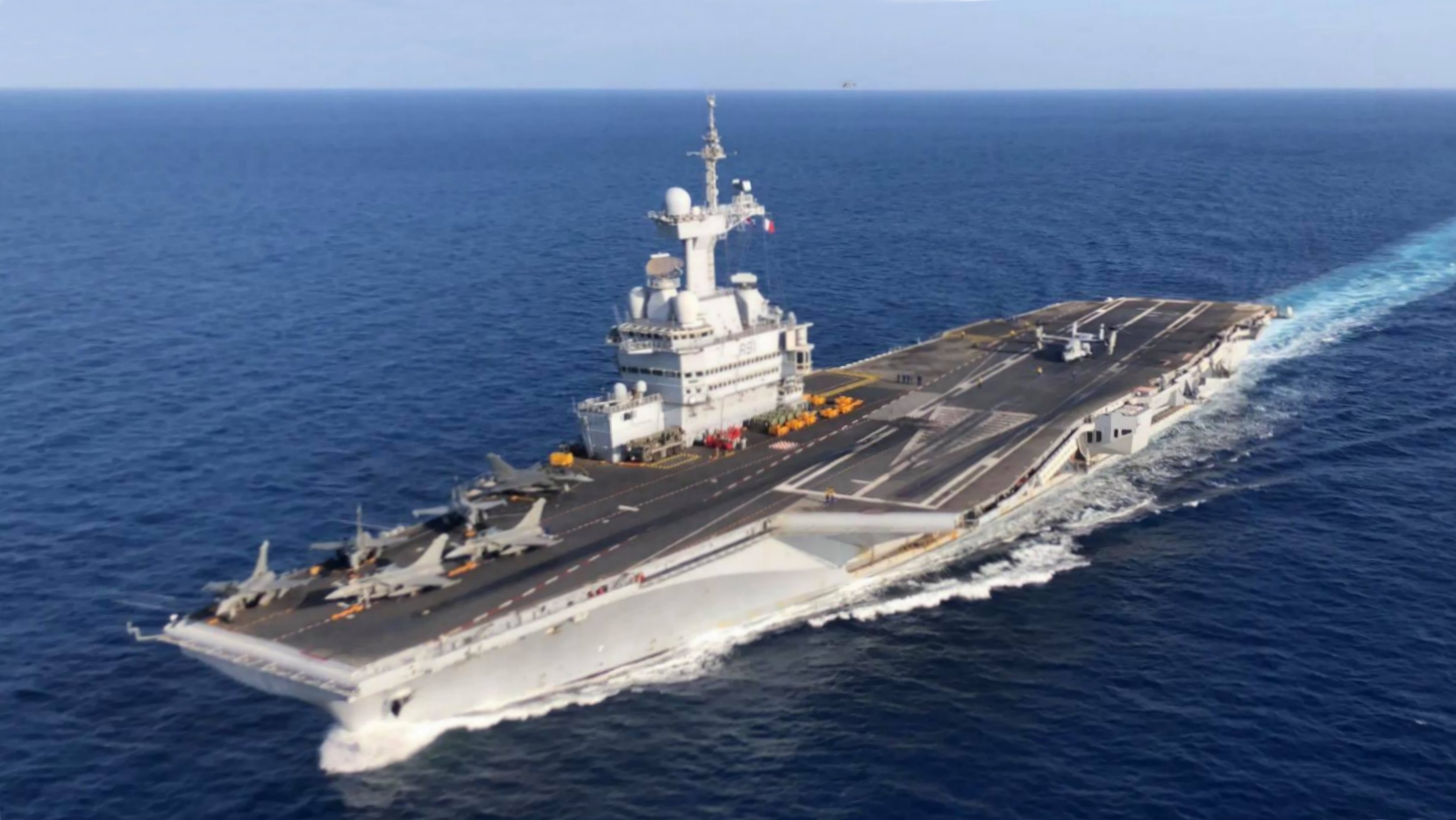
Flugzeugträger Charles de Gaulle der Marine nationale

### Gendarmerie nationale

Gendarmerie nationale

Die Gendarmerie nationale ist ein Polizeiverband der Republik Frankreich. Sie ist Teil der Streitkräfte und daher im Unterschied zu den übrigen Polizeikräften dem Verteidigungsministerium unterstellt.

### Atomstreitmacht
Frankreich unterhält mit der Force de dissuasion nucléaire française (ugs. force de frappe) einen eigenständigen nuklearen Abschreckungsapparat mit rund 350 Sprengköpfen. In diesen fließen rund 10 % des Wehretats, das ist der doppelte Anteil der britischen Nuklearstreitkräfte. Kritiker sind der Meinung, allein dieser teure Apparat verleihe der französischen Außenpolitik ihr momentanes Gewicht, über das Frankreich weder wirtschaftlich noch politisch oder mit seinen konventionellen Streitkräften z. B. im Vergleich mit den anderen ständigen Mitgliedern des UN-Sicherheitsrates verfüge.

## Organisation

### Ministerialebene
Laut Artikel 15 der französischen Verfassung ist der Staatspräsident „Chef des armées“ und damit Oberbefehlshaber der französischen Streitkräfte. Er ernennt die obersten Offiziere und entscheidet über die nötigen Ressourcen für die Armee. Ebenfalls steht er den Verteidigungsräten (welche die Gesamtstrategie planen) vor und ist der einzige, der einen direkten Einsatz von Kernwaffen anordnen kann. Derzeitiger Präsident ist Emmanuel Macron.
Verteidigungsministerin ist seit dem 21. Juni 2017 Florence Parly, die dessen Aufgabe tagespolitisch ausführt. Der Ministerin arbeiten ein ministeriales Rechnungsprüfungsbüro und eine Delegation für strategische Angelegenheiten zu. Die Stabschefs der einzelnen Streitkräfte schließen sich zu einem Generalstab zusammen und beraten die Ministerin, gleichrangig mit einer Abteilung für Rüstungsbeschaffung und einem Generalsekretär für die Verwaltung.

### Wehrpflicht
1997 wurde die Aussetzung der Wehrpflicht mit Ende 2002 beschlossen. Ab Mitte 2001 wurden vorzeitig keine Wehrpflichtigen mehr eingezogen und seit Anfang 2002 sind die französischen Streitkräfte eine Freiwilligenarmee. Grund für die Aussetzung war die hohe Anzahl an Freiwilligen, die sich im Laufe der Jahre gemeldet hatten. In der Verteidigungsreform 1997 war nicht nur die Aussetzung der Wehrpflicht, sondern eine umfassende Modernisierung des Militärs beschlossen worden, deren Beginn mit den eingesparten Mitteln vorgezogen werden konnte.
Als Ersatz zur entfallenen Wehrpflicht im Jahr 1998 wurde von Staatspräsident Jacques Chirac der Tag der Verteidigung und der Staatsbürgerschaft (französisch: Journée Défense et Citoyenneté / JDC) als zivile Dienstpflicht festgelegt. Daneben besteht weiterhin die Pflicht zur Wehrerfassung, die auch auf Mädchen ausgeweitet wurde. Im Jahr 2019 wurde eine dreißigtägige allgemeine Dienstpflicht beim Service national universel (SNU), dem „Allgemeinen Nationaldienst“ beschlossen, der zum Teil auch beim Militär abgeleistet werden kann und in welchem der JDC aufgehen soll.

## Weitere Entwicklung
Das am 17. Juni 2008 vorgestellte Weißbuch legte die Rahmenbedingungen für die Entwicklung der Streitkräfte in den kommenden Jahren fest. Demnach ist der Verteidigungsetat auf dem Stand von 2008 festgeschrieben und ab 2012 jährlich um ein Prozent erhöht worden. Die Streitkräfte werden von 271.000 Mann im Jahr 2008 auf 225.000 Mann bis 2012 reduziert. Am Ende dieses Prozesses zählte das Heer 131.000, die Luftwaffe 50.000 und die Marine 44.000 Soldaten. 10.000 Mann stehen ständig im Heimatland bereit, um im Fall eines größeren Terroranschlags sofort eingreifen zu können. Statt der bislang 50.000 Mann, die innerhalb von sechs Monaten in ein bis zu 8000 Kilometer entferntes Krisengebiet verlegt werden können, stehen dafür 30.000 bereit. Ebenfalls bis 2012 wurden 83 Militärstützpunkte geschlossen und mehrere Einheiten aufgelöst. Die verbleibenden 80 Militärstandorte wurden zusammengeführt.
Die 10.000 Mann umfassende und auf mehrere Standorte verteilte französische Dauer-Militärpräsenz in Afrika wurde angesichts der hohen Kosten drastisch verringert. Lediglich ein großer Stützpunkt in West- und einer in Ostafrika blieb bestehen. Asien trat stärker in den Fokus des Militärengagements im Ausland. Zudem schlug das Weißbuch vor, die Europäische Union in die Lage zu versetzen, bis zu drei friedenserhaltende militärische Auslandsmissionen gleichzeitig zu betreiben, und allgemein die militärische Zusammenarbeit innerhalb der EU zu verstärken. Dieses Ziel wollte Nicolas Sarkozy, Staatspräsident bis 2012, mit der von ihm verfolgten vollständigen Wiedereingliederung Frankreichs in die NATO sowie die Europäisierung der französischen Rüstungsindustrie erreichen.
Das Geld, das durch die Verringerung der Mannschaftsstärke und der Zahl der Stützpunkte frei würde, sollte in moderne Ausrüstung fließen. Für 2009 war geplant, den Posten für neue Rüstungsgüter gegenüber dem Vorjahr um 2,8 Milliarden auf dann 18 Milliarden Euro zu erhöhen. Wichtigste Anschaffungsprojekte bis 2012 waren 250 Leclerc-Panzer, 650 Schützenpanzer vom Typ Véhicule Blindé de Combat d’Infanterie, 80 Kampf- und 130 Transporthubschrauber sowie 25.000 moderne Kampfanzüge vom Typ FÉLIN. Die Marine sollte 18 Zerstörer und Fregatten, sechs Atom-U-Boote und eine Fliegerstaffel erhalten. Allerdings sollten nur 200 statt der ursprünglich geplanten 300 Kampfflugzeuge des Typs Dassault Rafale gekauft werden.
2013 gaben die Streitkräfte etwa 6 Milliarden Euro für Reparaturen und Wartung aus (nominell etwa 20 Prozent mehr als im Jahr 2000); trotzdem gilt der Zustand vieler Wehrmaterialien als schlecht. Die Wirtschaftskrise 2009/10, die Eurokrise, Frankreichs Staatsschulden, die Neuverschuldungsquote, die Außenhandelsbilanz und andere Faktoren nötigen Frankreichs Politik zum Sparen.
2013 erschien ein neues Weißbuch, in dem teilweise andere Vorgaben gemacht wurden.
Seit dieser Zeit hat sich viel verändert. Das Budget ist gestiegen; bis 2025 sollen die Verteidigungsausgaben zwei Prozent des BIP erreichen. Viele Wehrmaterialien wurden ersetzt wie etwa die Ordonanzwaffe, das 1975 entwickelte FAMAS. 
Am 22. September 2016 bestellte die Direction générale de l’armement (DGA) bei Heckler & Koch 100.000 Sturmgewehre des Typs HK416 A5. Es wurde als neue Standardwaffe aller Teilstreitkräfte eingeführt.
In vielen Bereichen wie etwa bei der Entwicklung neuer Panzer oder Kampfflugzeuge kooperiert Frankreich mit europäischen Partnern, darunter auch Deutschland.
Emmanuel Macron wurde im Mai 2017 Staatspräsident (Frankreich). Er ließ bereits in seinem ersten Jahr als Präsident die Überprüfung der strategischen Verteidigung und der nationalen Sicherheit 2017 erstellen, das neue Weißbuch der französischen Streitkräfte. Die detaillierte Spezifikation der nationalen Sicherheitsstrategie umfasst die Analyse des globalen geopolitischen Kontexts, die Identifizierung von Risiken und Bedrohungen und deren Priorisierung, die Definition einer globalen nationalen Sicherheitsposition und deren Umsetzung in operative Richtlinien und schließlich die Ebene der zugewiesenen Ressourcen.
Bis 2029 sollen 200 Kampfpanzer vom Typ Leclerc sowie 18 Bergepanzer zur Kampfwertsteigerung zur Version XLR nachgerüstet werden. Das Système Principal de Combat Terrestre ist ein deutsch-französisches Rüstungsprojekt zur Entwicklung eines Kampfpanzers, der im französischen Heer ab 2035 den Leclerc. Beteiligte Unternehmen sind Rheinmetall sowie KMW+Nexter Defense Systems (KNDS), eine Holding aus den fusionierten Rüstungskonzernen Krauss-Maffei Wegmann (KMW) aus Deutschland und der staatlichen Nexter Systems aus Frankreich.
2017 gaben Emmanuel Macron und Angela Merkel die Entwicklung eines gemeinsamen Kampfjets bekannt. Das Système de combat aérien du futur (SCAF) soll bei der französischen Luftwaffe demnach ab 2040 die Dassault Rafale ersetzen, ein Prototyp des „New Generation Fighter“ soll 2028 vorgestellt werden. Beteiligte Unternehmen sind Dassault Aviation, Airbus Defence and Space und Indra Sistemas.
Durch das PANG-Projekt wird bis 2038 ein neuer Flugzeugträger für die Marine Nationale entwickelt, der die Charles de Gaulle ablösen, bzw. ergänzen soll. Der nuklear getriebene Supercarrier soll eine Verdrängung von 75.000 Tonnen haben und 305 Meter lang sein. Auch der Bau eines weiteren Flugzeugträgers nach 2038 wird in Betracht gezogen.

## Verteidigungshaushalt
Im französischen Staatshaushalt verteilen sich die Mittel des Ministeriums der Streitkräfte auf drei Bereiche, den Bereich Verteidigung, die den Großteil der Mittel zusammenfasst, den interministeriellen Bereich Veteranen, Gedenken und Verbindungen mit der Nation und der interministerielle Bereich Forschung und Hochschulbildung.
Der französische Verteidigungshaushalt ist einer der höchsten Europas. Der allgemeine Trend zu mehr Verteidigungsbudgets in Frankreich im Jahr 2021 setzt sich wie in den meisten europäischen Ländern fort. Der Verteidigungshaushalt einschließlich Pensionen, ist von 38,99 Mrd. € im Jahr 2014 auf 61,8 Milliarden Euro im Jahr 2025 gestiegen. Diese Zahlen spiegeln einen erheblichen Investitionsaufwand für die Neuanschaffung von Ausrüstung wider. Zwischen 2019 und 2025 ist der Verteidigungshaushalt ohne Pensionen um insgesamt 295 Millionen Euro gestiegen. Von 2024 bis 2030 soll der französische Verteidigungshaushalt dann auf 400 Milliarden Euro für den gesamten Zeitraum steigen.
Am 24. Februar 2022 begannen russische Streitkräfte auf Befehl von Staatspräsident Putin einen großangelegten Überfall auf die Ukraine. 
Ende 2022 leitete Staatspräsident Macron eine deutliche Erhöhung von Frankreichs Militärausgaben auf 400 Milliarden Euro für den Zeitraum 2024 bis 2030 ein. Der Verteidigungshaushalt solle sich nominell (d. h. nicht inflationsbereinigt) von 2019 vis 2029 etwa verdoppeln.
Nach dem Amtsantritt der zweiten Regierung Trump und der offensichtlichen Änderung der US-Außenpolitik sagte Frankreichs Verteidigungsminister Sébastien Lecornu, das Verteidigungsbudget müsse von jährlich derzeit 50,5 Milliarden auf 90 Milliarden Euro erhöht werden.
| Programme                                        | 2014   | 2015   | 2016   | 2017   | 2018   | 2019   | 2020   | 2021   | 2022   | 2023   | 2024   | 2025   |
| ------------------------------------------------ | ------ | ------ | ------ | ------ | ------ | ------ | ------ | ------ | ------ | ------ | ------ | ------ |
| PIB Frankreich [Mrd. €] 2014-20222023            | 2148,3 | 2196,9 | 2232,6 | 2295,7 | 2361,8 | 2436,1 | 2313,5 | 2497,5 | 2634,1 | 2805,7 |        |        |
| Verteidigungshaushalt (inkl. Pensionen) [Mrd. €] | 38,99  | 38,89  | 39,69  | 40,59  | 42,63  | 44,40  | 46,10  | 49,70  | 51,50  | 55,00  | 58,50  | 61,80  |
| Verteidigungshaushalt (ohne Pensionen) [Mrd. €]  | –      | 31,15  | 31,73  | 32,44  | 34,20  | 35,80  | 37,50  | 39,20  | 40,90  | 43,90  | 47,20  | 50,50  |
| % Militärhaushalt (inkl. Pensionen) / PIB        | 1,81 % | 1,77 % | 1,78 % | 1,77 % | 1,81 % | 1,82 % | 1,99 % | 1,99 % | 1,96 % | 1,96 % |        |        |
| Quellen                                          |        |        | [ 35 ] | [ 36 ] | [ 36 ] | [ 37 ] | [ 38 ] | [ 39 ] | [ 40 ] | [ 41 ] | [ 42 ] | [ 43 ] |

## Stationierungen und Einsätze

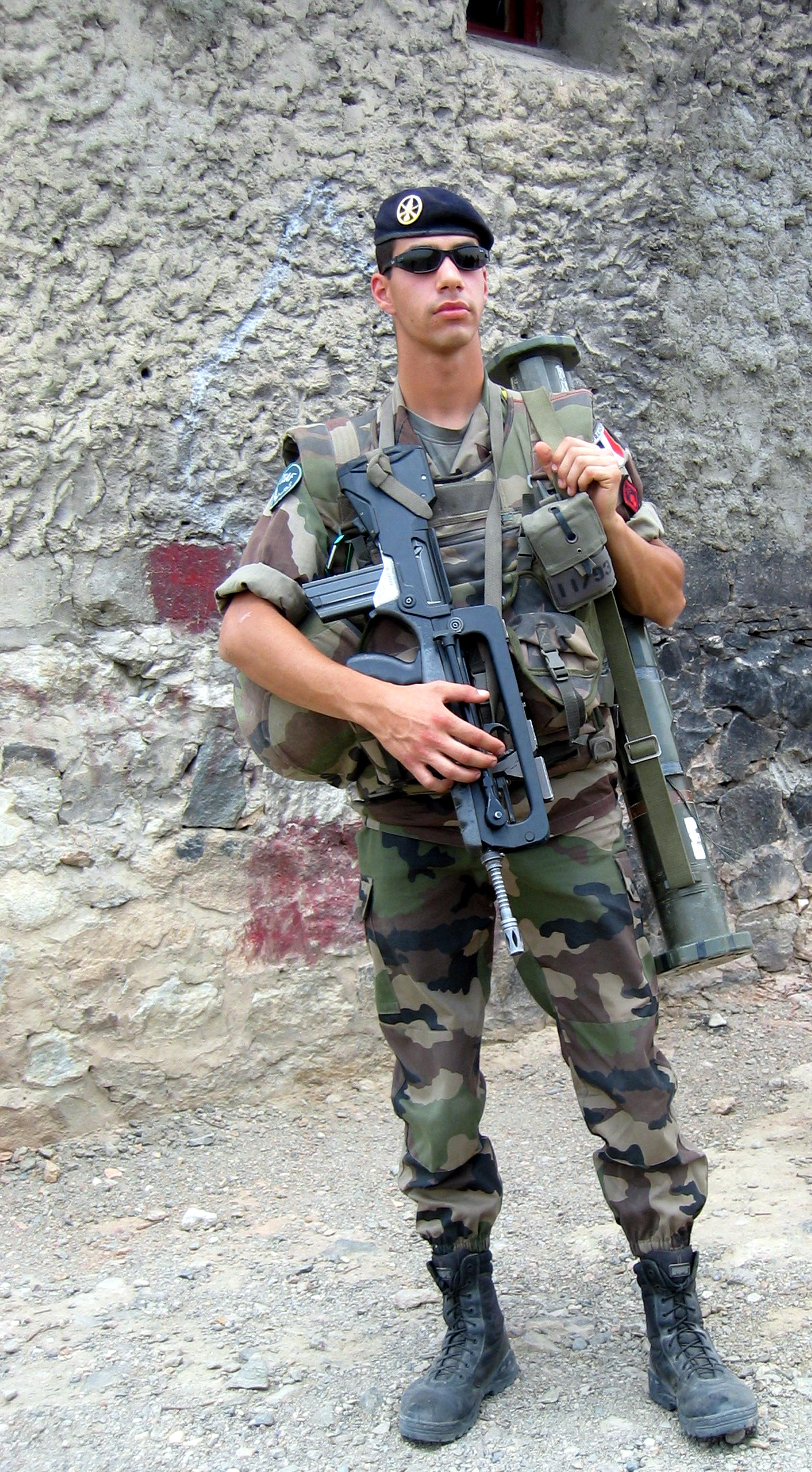
Ein Soldat des 35. Infanterieregiments während eines Einsatzes in Afghanistan im Juni 2005

In den Jahren 2020 und 2021 waren konstant rund 17.500 bis 18.500 Soldaten außerhalb Europas stationiert. Die Mehrheit davon verteilt sich auf Afrika und die französischen Überseedepartements. Da Frankreich zwischen dem 16. Jahrhundert und bis in die 1970er Jahre Kolonialmacht war, sind bis heute viele Soldaten im Ausland stationiert.

### Einsätze und Missionen
- Inland: 13.000
- Forces de souverainité: 7.150
  - 1.000 Französische Antillen (FAA)
  - 2.100 Französisch-Guyana (FAG)
  - 1.700 Mayotte/La Réunion (FAZSOI)
  - 900 Französisch-Polynesien (FAPF)
- Forces de présence: 3.750
  - 350 Senegal (EFS)
  - 950 Elfenbeinküste (FFCI)
  - 350 Gabun (EFG)
  - 1.450 Djibouti (FFDj)
  - 650 Vereinigte Arabische Emirate (FFEAU)
- Opération Barkane: 5100
 Mauretanien, Mali, Burkina Faso, Niger, Tschad
- Opération Chammal: 600
 Syrien, Irak
- UNO: 740
  - 700 Libanon
  - 40 Sahara, Mali, Zentralafrikanische Republik, Demokratische Republik Kongo
- Europäische Union: 150
 Zentralafrikanische Republik, EULPC, Atlante, Althea, Mali, Irini
- Marinemissionen: 4150
  - 200 Nordatlantik
  - 300 Persischer Golf
  - 150 Golf von Guinea
  - 800 auf der Fregatte Jeanne d’Arc
  - 2.700 Air Strike Group der Charles de Gaulle
- NATO: 400
 Baltikum
  - 300 Heer
  - 100 Luftwaffe

(Quelle:)

### Stützpunkte im Ausland
- Deutschland
- Dschibuti
- Gabun
- Irak
- Jordanien
- Libanon
- Mali
- Niger
- Senegal
- Syrien
- Vereinigte Arabische Emirate